# Ospedale Paolo Borsellino di Marsala

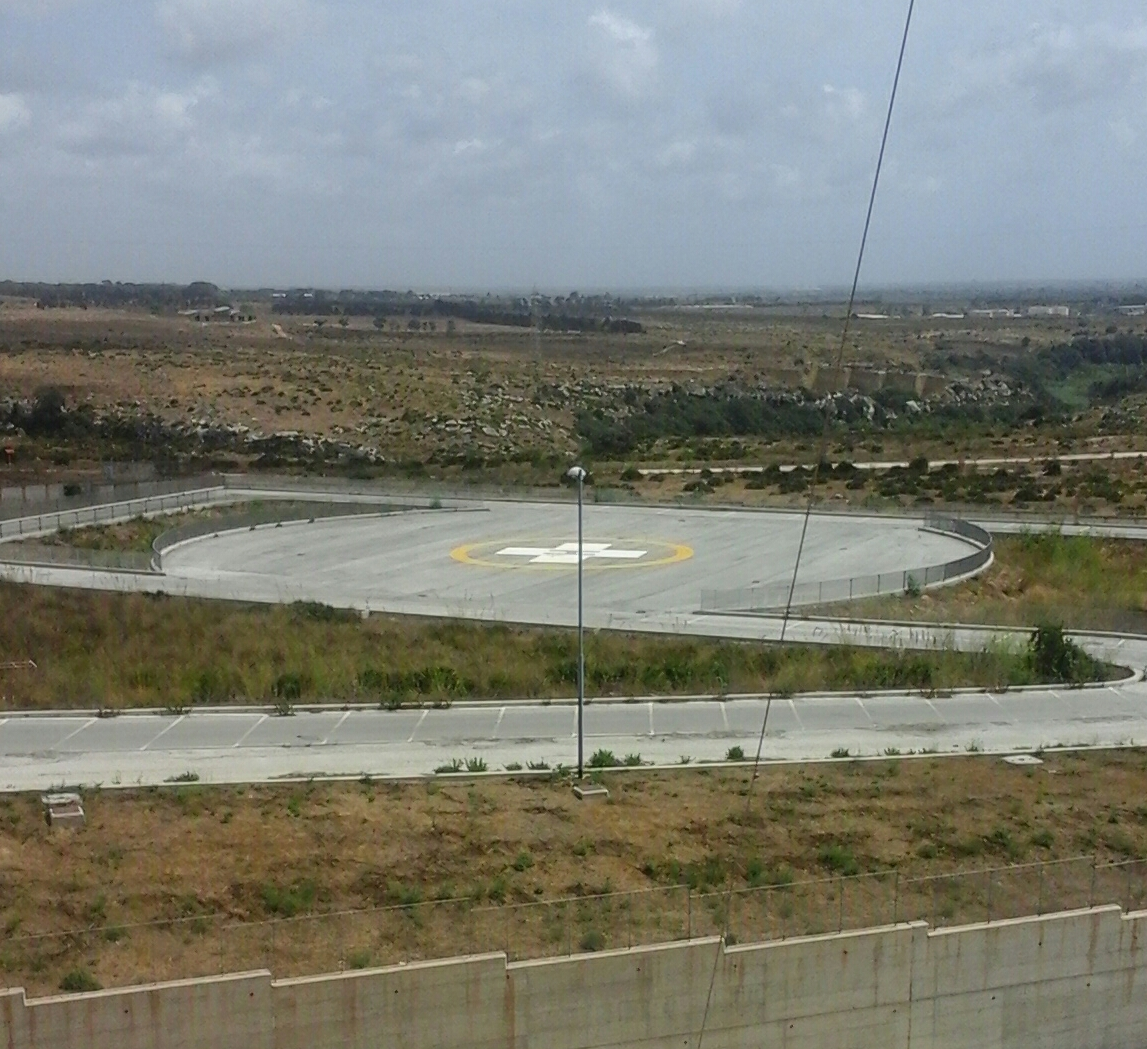
L'eliporto dell'ospedale

Il presidio ospedaliero Paolo Borsellino è un ospedale civile e pubblico nella città di Marsala, sito sul piazzale Maria Valenti in contrada Cardilla (collegata con la via Salemi sulla Strada statale SS 188) a Marsala (TP).
È una struttura sanitaria dell'ASP 9 TP - Azienda sanitaria provinciale nº 9 di Trapani e fa parte del Distretto ospedaliero provinciale TP2.
Tramite l'ASP fa parte anche del Servizio sanitario della Sicilia, e di conseguenza è un organo inserito nell'ambito dell'SSN Servizio sanitario nazionale.

## Storia
L'ospedale Paolo Borsellino di Marsala sostituisce dal 2009 il vecchio nosocomio marsalese, l'ospedale San Biagio, struttura già fatiscente (il vecchio nosocomio era un convento), poi ristrutturato nel 2014 per altri usi sanitari.
I lavori di costruzione del presidio Paolo Borsellino sono iniziati alla fine degli anni '80 e sono terminati intorno ai primi anni del 2000. Al termine della costruzione il nuovo complesso ospedaliero però rimase chiuso a lungo. 
L'ospedale è stato inaugurato dall'Azienda Sanitaria Provinciale di Trapani il 1º giugno del 2009, dopo una ristrutturazione della struttura. 
Entro l'inizio del 2010 tutto il nuovo complesso ospedaliero  è stato ufficialmente aperto.
L'ASP di Trapani ha intitolato il nuovo ospedale di Marsala al giudice Paolo Borsellino, che fu procuratore della repubblica della città.
Nel 2017 nella nuova rete ospedaliera regionale è stato individuato e classificato come DEA di primo livello.
Il 28 marzo 2020 per il periodo dell'emergenza sanitaria causata dalla Pandemia di COVID-19 del 2019-2021 il nosocomio lilybetano è stato convertito dall'ASP in Covid Hospital, ricoverando e occupandosi così solo di soggetti positivi al tampone del COVID-19 con sintomi, fino al 18 maggio 2020 .
Il 20 ottobre è stato nuovamente convertito in Covid Hospital mantenendo però attivi per i casi non covid alcuni reparti , fino alla fine dell'epidemia.

## La struttura
La struttura sanitaria è composta da sette piani, un piano terra, e un piano seminterrato.
È dotata anche di parcheggio coperto per il personale medico, paramedico, infermieristico, e amministrativo, un parco ambulanze, un parcheggio per i familiari dei pazienti e pazienti, più un altro parcheggio (esterno al complesso ospedaliero). 
È dotata anche di uno spazio verde. Dalla fine dell'anno 2016 il Pronto Soccorso è dotato anche di un ingresso riservato e diretto.

### Reparti
Questo è l'elenco dei reparti del complesso ospedaliero, che si distinguono in U.O.C.  (unità  operativa complessa)   e U.O.S.  (unità operativa semplice):
- U.O.C. Anestesia e Rianimazione;
- U.O.C. Cardiologia  con UTIC - Unità di Terapia Intensiva Cardiologica;
- U.O.C. Chirurgia generale
- U.O.C. Chirurgia II (Chirurgia seconda);
- U.O.C. Chirurgia vascolare;
- U.O.S. Chirurgia della mammella (aggregata all'U.O.C. Chirurgia Generale)
- U.O.C. Chirurgia Plastica;
- U.O.C. Chirurgia Toracica;
- U.O.C. Complesso Operatorio:
  - Blocco operatorio: 
    - 4 sale operatorie;
    - 1 sala operatoria d'emergenza;

  - una sala del risveglio
- U.O.C. Diabetologia;
- U.O.S. Gastroenterologia  ed Endoscopia Digestiva (Aziendale cui afferisce l'U.O.S. di Trapani - P.O. "Sant'Antonio abate");
- U.O.C. Geriatria;
- U.O.S. Lungodegenza;
- U.O.C. Malattie dell'Apparato Respiratorio;
- U.O.C. Malattie Infettive;
- U.O.C. Medicina generale  e Lungodegenza;
- U.O.S. Medicina trasfusionale e Centro trasfusionale
- U.O.S. Nefrologia  e Dialisi (Dipartimentale, cui afferisce all'U.O.S. di Castelvetrano - P.O . "Vittorio Emanuele II")
- Servizio di Neurologia (Aggregato all'U.O.C. di Trapani - P.O. "Sant'Antonio abate")
- U.O.C. Oftalmologia;
- U.O.C Ortopedia  e Traumatologia;
- U.O.C Ostetricia  e Ginecologia;
- U.O.C. Blocco Parto;
- U.O.C. Complesso Operatorio Blocco Parto;
- U.O.C. Otorinolaringoiatria;
- U.O.C. Patologia clinica;
- U.O.C. Pediatria  e Nido;
- U.O.C. Radiodiagnostica;
- U.O.C. Riabilitazione;
- U.O.C. Urologia;
- U.O.S. –  UTIC Impiantistica Cardiologia;
- U.O.C. Medicina e chirurgia d'accettazione e d'urgenza (Pronto Soccorso);
- U.O.S. Farmacia.

### Altri dipartimenti e strutture
- Area di Urgenza e Emergenza (area di accesso al Pronto Soccorso);
- P.P.I. Punto di Primo Intervento;
- O.B.I. Osservazione Breve Intensiva (presso il Pronto Soccorso);
- Poliambulatorio;
- Campus biomedico.

### Strutture provvisorie per specifiche esigenze
- Area Anti-ebola (presso il Pronto Soccorso - realizzata nel 2014 per l'emergenza sanitaria ebola e smantellata a termine esigenza)[11];
- Tenda pre-triage realizzata per l'emergenza sanitaria della Pandemia di COVID-19 del 2019-2021 (nuovo Coronavirus COVID-19)[12].

### Servizi
- Centrale di Sterilizzazione;[13]
- Morgue (obitorio);
- Cucina centrale e mensa;
- Servizio Infermieristico;
- Servizio sociale;
- Sala Prelievi – Servizio di Patologia Clinica;
- Accettazione Sanitaria e Amministrativa;
- Istanze e Rilascio cartelle cliniche e/o reperti sanitari – Lastre Radiografiche;
- C.U.P. Centro unico di prenotazione;
- U.R.P. Ufficio Relazioni con il Pubblico
- Ludoteca (per U.O.C. di Pediatria)
- Eliporto

#### Altri servizi interni
- Cappella;
- Guardaroba;
- Servizio ristoro interno: Bar/Caffetteria - Ristorante piano -1;
- Edicola e Cartolibreria piano -1;

## Direttori Sanitari
Questo è l'elenco in ordine cronologico dei direttori sanitari:
| Nr | Dal                    | Al               | Direttore Sanitario      |
| -- | ---------------------- | ---------------- | ------------------------ |
| 1  | 2008 (P.O. San Biagio) | 2009             | Maria Concetta Martorana |
| 2  | 2009                   | 2013             | Maria Carmela Riggio     |
| 3  | 2013                   | 1 luglio 2015    | Maria Concetta Martorana |
| 4  | 1 luglio 2015          | 30 maggio 2016   | Maria Carmela Riggio     |
| 5  | 1 giugno 2016          | 28 giugno 2017   | Maria Concetta Martorana |
| 6  | 28 giugno 2017         | 05 aprile 2018   | Francesco Paolo Milazzo  |
| 7  | 06 aprile 2018         | 04 dicembre 2021 | Francesco Giurlanda      |
| 8  | marzo 2022             | marzo 2023       | Gaspare Oddo             |
| 9  | marzo 2023             | in carica        | Francesca Intorcia       |

## Collegamenti
Il complesso ospedaliero è raggiungibile da due linee urbane dell'autobus, con fermata  dinnanzi all'ingresso del nosocomio.